# Tăng Quốc Thuyên
Tăng Quốc Thuyên (1824 – 1890) là một vị tướng, quan lại của nhà Thanh trong thời kỳ vua Hàm Phong và Đồng Trị.
Ông là em trai của Trung đường Tăng Quốc Phiên chủ tướng Tương quân nổi tiếng trong thời kỳ chống quân Thái Bình Thiên Quốc nổi dậy. Chính ông đã chỉ huy Tương quân thủy chiến bắn pháo công phá thành Thiên kinh của Thái Bình Thiên Quốc mang lại chiến thắng cuối cùng  cho quân Thanh. 
Năm 1864 ông giữ chức vụ Tuần phủ Hồ bắc, sau đó trấn áp Niệm quân. Năm 1867, khi cuộc nổi loạn Niệm quân đang diễn ra, Tăng và Lý Hồng Chương đã áp dụng các cách tiếp cận khác nhau để tấn công phiến quân. Tăng ra lệnh cho Bào Siêu tấn công phiến quân. Tướng Lưu Minh Truyền bị đánh bại nhưng được Bào Siêu cứu. Lưu sau đó đã đổ lỗi cho thất bại cho Bào và Lưu Thường Tảo, dẫn đến việc hai người sau bị trừng phạt. Tăng cũng bị buộc phải nghỉ hưu, bề ngoài với lý do bị bệnh, nhưng thực sự là hình phạt cho sự thất bại. 
Sang thời vua Quang Tự, Tăng được trọng dụng, năm 1875 Tăng trở lại chính trường và liên tiếp giữ chức vụ Tổng đốc tỉnh Thiểm Tây và tỉnh Sơn Tây, và Tổng đốc Lưỡng Quảng. Năm 1884, ông được bổ nhiệm làm Tổng đốc Lưỡng Giang kiêm Nam dương đại thần. Ông qua đời vào năm 1890 và được đặt tên thụy "Trung Hương".

## Các hoạt động văn hóa
Trong triều đại của Hoàng đế Đồng Trị, Tăng, Quách Tung Đào và những người khác đã biên soạn cuốn sách Hồ Nam thông chí. Năm 1863, ông đã tài trợ 5.000 lượng bạc cho việc xuất bản một cuốn sách, Thuyền sơn Lạc thư của nhà tư tưởng Vương Phu Chi. Ông cũng đã cung cấp 300 lượng bạc cho Lí Thiện Lân để in một cuốn sách về toán học được viết bởi Li. Năm 1882, khi biết rằng Bành Ngọc Lâm muốn thành lập Học viện Thuyền sơn ở Hành dương, ông đã tặng bản sao Thuyền sơn lạc thư của mình và cung cấp kinh phí để giúp Bành bắt đầu đi học.